# Österland
Österland ili Österlanden (finski: Itämaa) je jedna od četiri tradicionalne švedske zemlje (ostale tri: Götaland, Norrland, Svealand). Österland je srednjovjekovni izraz koji se koristio za južni dio današnje Finske.
Tijekom 13. stoljeća Kraljevina Švedska osvojila je južni dio Finske. Mnogi Šveđani naselili su južne i zapadne obale Österlanda. Njihovi potomci i danas žive u Finskoj te čine 6% stanovništva. Godine 1581., Österland je proglašen Velikom Kneževinom kralja Ivana III. Južna Finska je bila dio Švedske sve do 1809. godine kada je postala Veliko Vojvodstvo Finske pod okriljem Rusije. Naziv Österland došao je u uporabu za vrijeme Kalmarske unije, a do 15. stoljeća već nije bio upotrebi. Danas je naziv Österland gotovo nepoznat široj javnosti.

## Provincije
Österland je bio podjeljen na sedam provincija:
| - Ålandski otoci (Åland) - Varsinais-Suomi (Egentliga Finland) - Karelia (Karelen) - Uusimaa (Nyland) - Satakunta (Satakunda) - Savonia (Savolax) - Tavastia (Tavastland) | Alandia · Finland Proper · Karelia · Nylandia · Satakunda · Savonia · Tavastia |